# Vanmanenia gymnetrus
Vanmanenia gymnetrus är en fiskart som beskrevs av Chen, 1980. Vanmanenia gymnetrus ingår i släktet Vanmanenia och familjen grönlingsfiskar. Inga underarter finns listade i Catalogue of Life.